# Mandoul
Mandoul is een van de 18 regio’s van Tsjaad. De hoofdstad is Koumra.

## Geografie
Mandoul ligt in het zuiden van het land en grenst aan de Centraal-Afrikaanse Republiek.
De regio is onderverdeeld in drie departementen: Mandoul Occidental, Mandoul Oriental en Barh Sara. 

## Bevolking
De voornaamste etnische volkeren zijn de Sara, de Mbaï, de Nar en de Daï.
Regio's: Batha · Borkou-Ennedi-Tibesti · Chari-Baguirmi · Guéra · Hadjer-Lamis · Kanem · Lac · Logone Occidental · Logone Oriental · Mandoul · Mayo-Kebbi Est · Mayo-Kebbi Ouest · Moyen-Chari · Ouaddaï · Salamat · Tandjilé · Wadi Fira

Stad: Ndjamena